# Museo del fiore
Il Museo del fiore è un piccolo museo interattivo e multimediale immerso nei boschi della Riserva naturale Monte Rufeno, si trova a 10 km dal centro abitato di Acquapendente e a 2 km dal borgo medievale di Torre Alfina. È stato realizzato all'interno del casale Giardino, un vecchio edificio rurale.
Con oltre 1.000 specie di piante riconosciute nel suo territorio e animali rari, la Riserva naturale di Monte Rufeno, al confine con l'Umbria e la Toscana, è un'area a elevatissima varietà floristica e faunistica.
La nascita del museo è da attribuire alle numerose fioriture della Riserva e dal profondo legame che i fiori e le piante hanno con la cultura locale, che si concretizza con i Pugnaloni, grandi mosaici di petali e foglie ispirati al desiderio di libertà dall'oppressione.
C'è, inoltre, la possibilità di visitare, proprio dietro il castello di Torre Alfina, il Bosco del Sasseto.
Il museo è impostato come un racconto che permette di apprezzare la biodiversità della riserva, i meccanismi che l'hanno determinata, e di condurre nel mondo del fiore, i rapporti con il mondo animale e con il mondo dell'uomo e fa parte del Sistema Regionale Museale del Lago di Bolsena che comprende vari musei archeologici, storici e demo-antropologici.

## Obiettivi del museo
Il Museo si propone di far conoscere il patrimonio ambientale del territorio e funzionare come un “archivio” della sua biodiversità, di far apprendere le ricchezze del territorio legate alla cultura contadina e al suo rapporto con la natura.
Il museo propone anche percorsi didattici personalizzabili per scuole e famiglie che uniscono la scoperta e l'approfondimento della conoscenza degli elementi naturali con numerose attività che coinvolgono i cinque sensi attraverso: i giochi, le sperimentazioni nei laboratori, le escursioni nei sentieri della Riserva e i gesti quotidiani per conservare la natura. Grazie al "Sentiero Natura del Fiore", al giardino botanico circondato da un percorso ad anello e all'area pic-nic ci si può avventurare divertendosi alla scoperta del territorio. Inoltre vengono organizzati anche campi estivi.

## Le sezioni

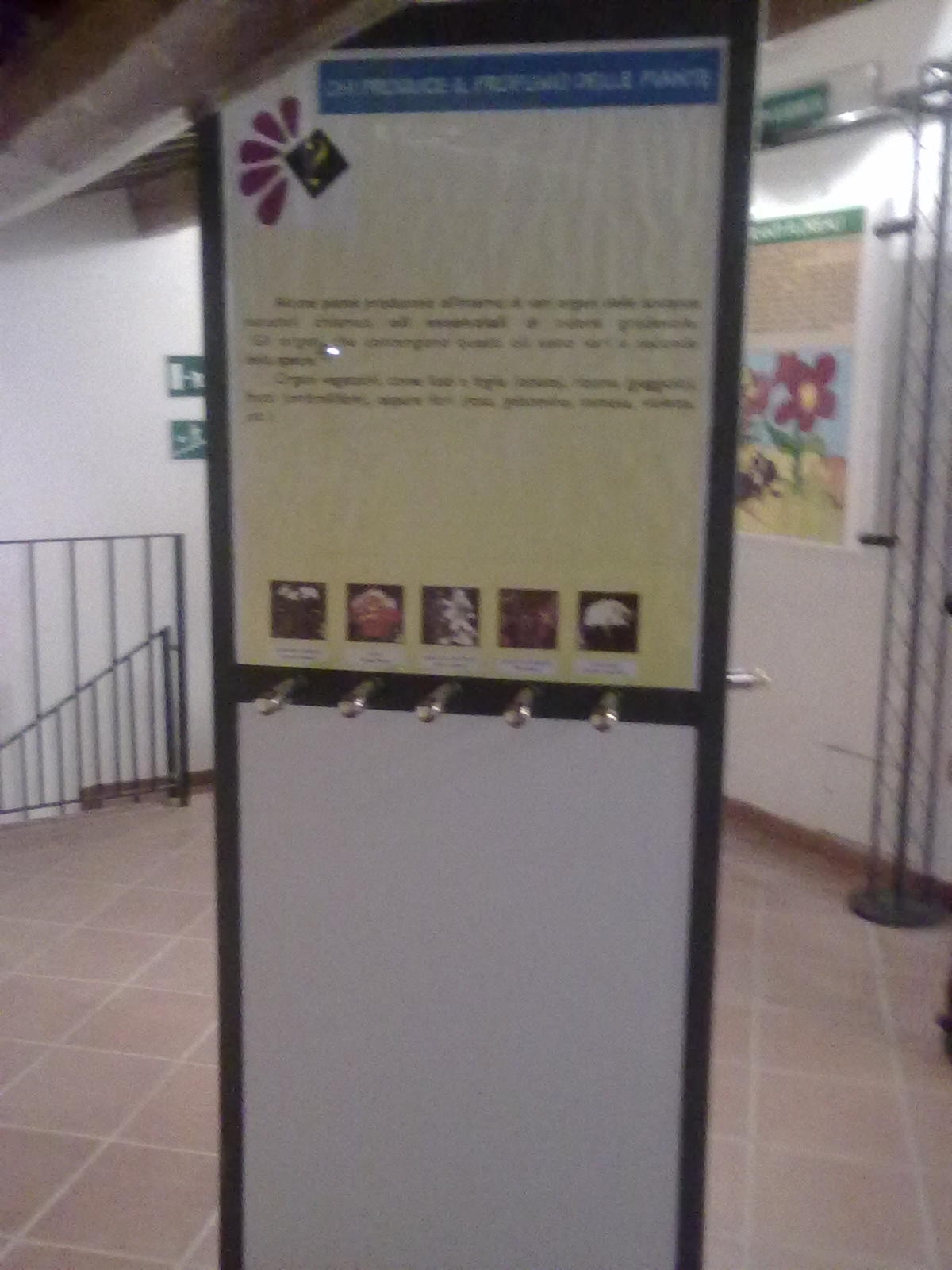
Box dei profumi

Il Museo del fiore è diviso in diverse sezioni ognuna riguardante temi diversi ed utilizza una vasta gamma di mezzi di comunicazione: foto, illustrazioni, plastici, pannelli e strumenti informatici. 
Il Museo è dotato di Laboratori, Sala proiezioni, Ludoteca, per permettere di relazionarsi con i materiali direttamente, di giocare, toccare, osservare da diversi punti di vista.

### Il mondo dei fiori

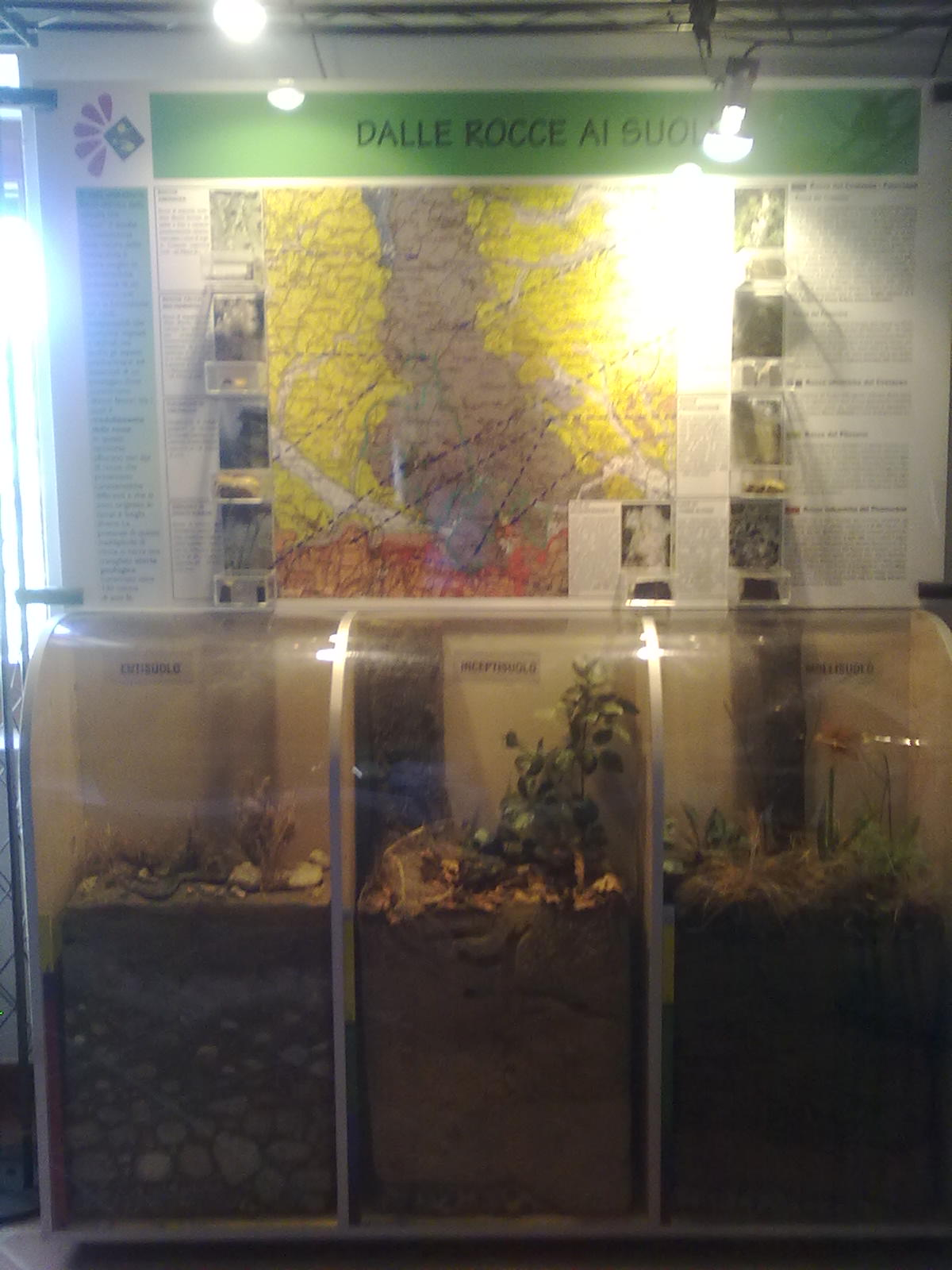
Strumenti del museo

In questa sezione si trovano plastici di fiori e ricostruzioni di insetti aiutano a scoprire i segreti delle fioriture da vicino, così da capire l'importanza dei fiori, della natura in genere, le loro evoluzioni nel tempo e il loro sapersi ambientare anche nei luoghi più impensati.

### I fiori della riserva naturale
In questa sezione è presente un erbario, che contiene più di 300 campioni di piante essiccate, suddivisi per ambienti, che rappresentano la flora locale.
In più c'è un plastico che rappresenta gli ambienti della riserva, i sentieri escursionistici e gli antichi casali visti dall'alto.

### L'evoluzione delle piante e le forme dei fiori
Questa sezione permette di cogliere, tramite una riproduzione in 3D di una cellula, di diversi fiori e tramite l'albero dell'evoluzione, l'origine dei fiori e la loro evoluzione, da forme primitive quali la magnolia a specie più complesse come le orchidee.

### Fiori e insetti
In questa sezione si può capire perché le piante impiegano così tante energie per rendere i loro fiori sempre più belli e profumati. Gli animali recapitano il polline da una pianta all'altra venendo ripagati con grandi quantità di nettare.

### Le relazioni ecologiche

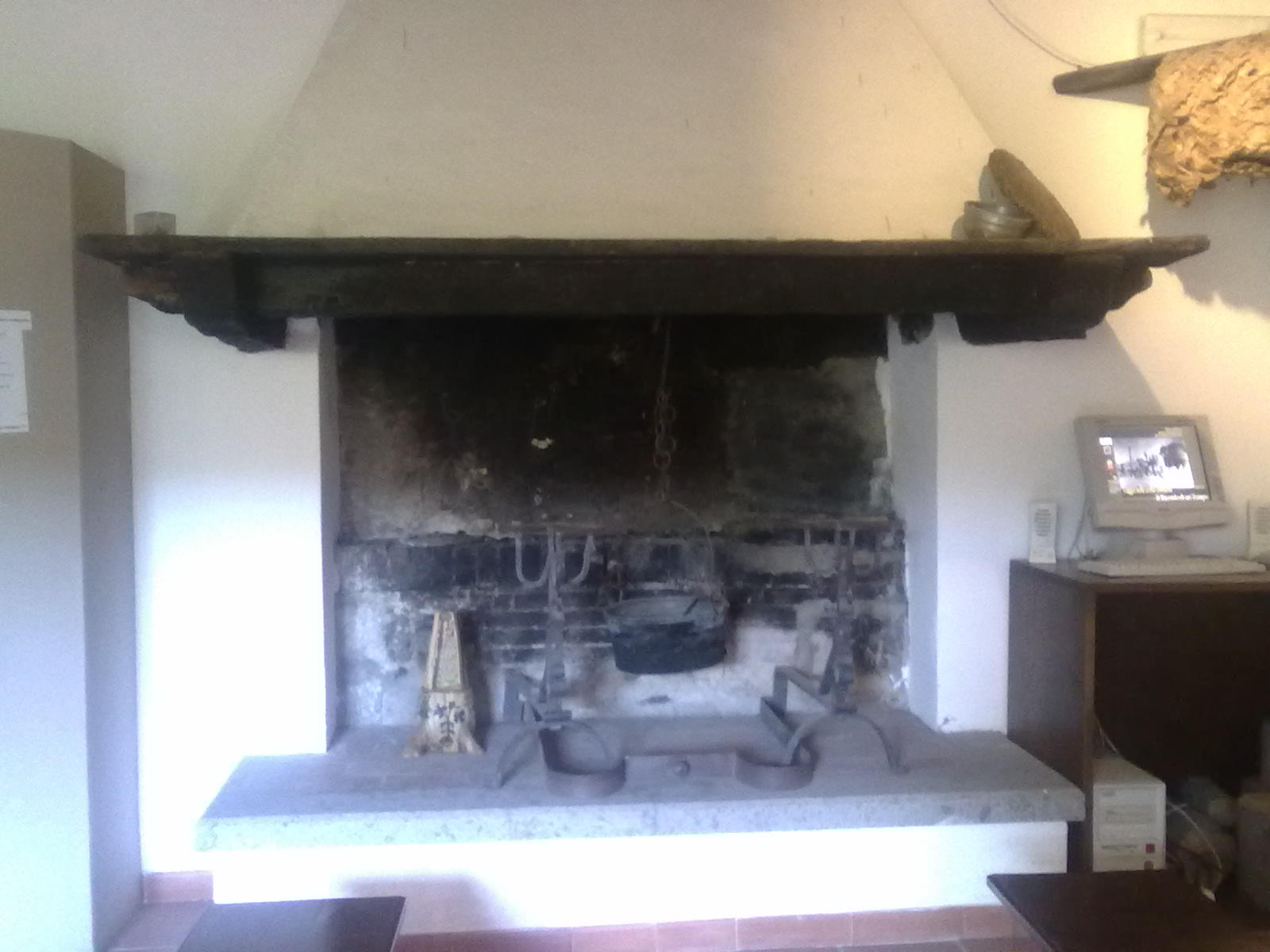
Il camino

I fiori sono un elemento fondamentale della rete della vita e bisogna tenere presente le relazioni ecologiche con tutti i suoi elementi: i suoli, l'acqua, le rocce, il vento, gli animali, i funghi ecc. Lungo il museo è possibile ammirare la bellezza della natura attraverso delle finestre che offrono sempre un quadro in continua trasformazione.
Un diorama interattivo presenta la fauna dei boschi e delle radure; degli espositori presentano differenti suoli e le comunità che vi vivono; gli alberi ed il loro legname vengono descritti attraverso una xiloteca ad indovinelli; una serie di pannelli in ceramica, posti nella terrazza esterna, illustrano la vita delle api.
All'interno della sala è possibile fermarsi di fronte al grande camino ad ascoltare le storie e le leggende della locale tradizione contadina.

### I fiori e l'uomo
In questa sezione è presente una grande margherita multimediale dove ogni petalo ha una postazione multimediale con archivi sul rapporto tra l'uomo e il fiore nella mitologia, nella religione, nel folclore, nella storia, ecc.
La sezione si chiude con uno sguardo rivolto alla tradizionale festa dei Pugnaloni.

### Curiosità sui fiori
In questa sezione possiamo trovare il box dei profumi che ci dà la possibilità di annusare le fragranze di molte essenze vegetali. Inoltre possiamo scoprire l'importanza della conservazione di specie in via d'estinzione, perché ci sono piante o fiori molto strani che possono stupirci con la sua fioritura. Nella sala è presente l'orologio dei fiori che scandisce la vita quotidiana delle piante: fiori che si schiudono di notte, altri che prendono vita alle prime luci dell'alba.

### Laboratorio didattico e ludoteca
Nel laboratorio didattico grandi e piccoli possono sperimentare, con l'aiuto di esperti, le mille dimensioni della natura attraverso microscopi, strumenti e reperti. La ludoteca è invece il luogo in cui si impara giocando, in cui soprattutto i più piccoli possono immergersi in esperienze sensoriali.

### Sentiero natura del fiore e area esterna
All'aperto inoltre possiamo percorrere un sentiero lungo 3 km arricchito da pannelli informativi che spiegano caratteristiche di piante e fiori. Durante il percorso si può ammirare un sentiero e il mulino, oggi ristrutturato. Infine nel grande giardino che circonda il museo si può trovare un'area esterna attrezzata con tavoli per picnic e giochi per bambini.

## Galleria d'immagini

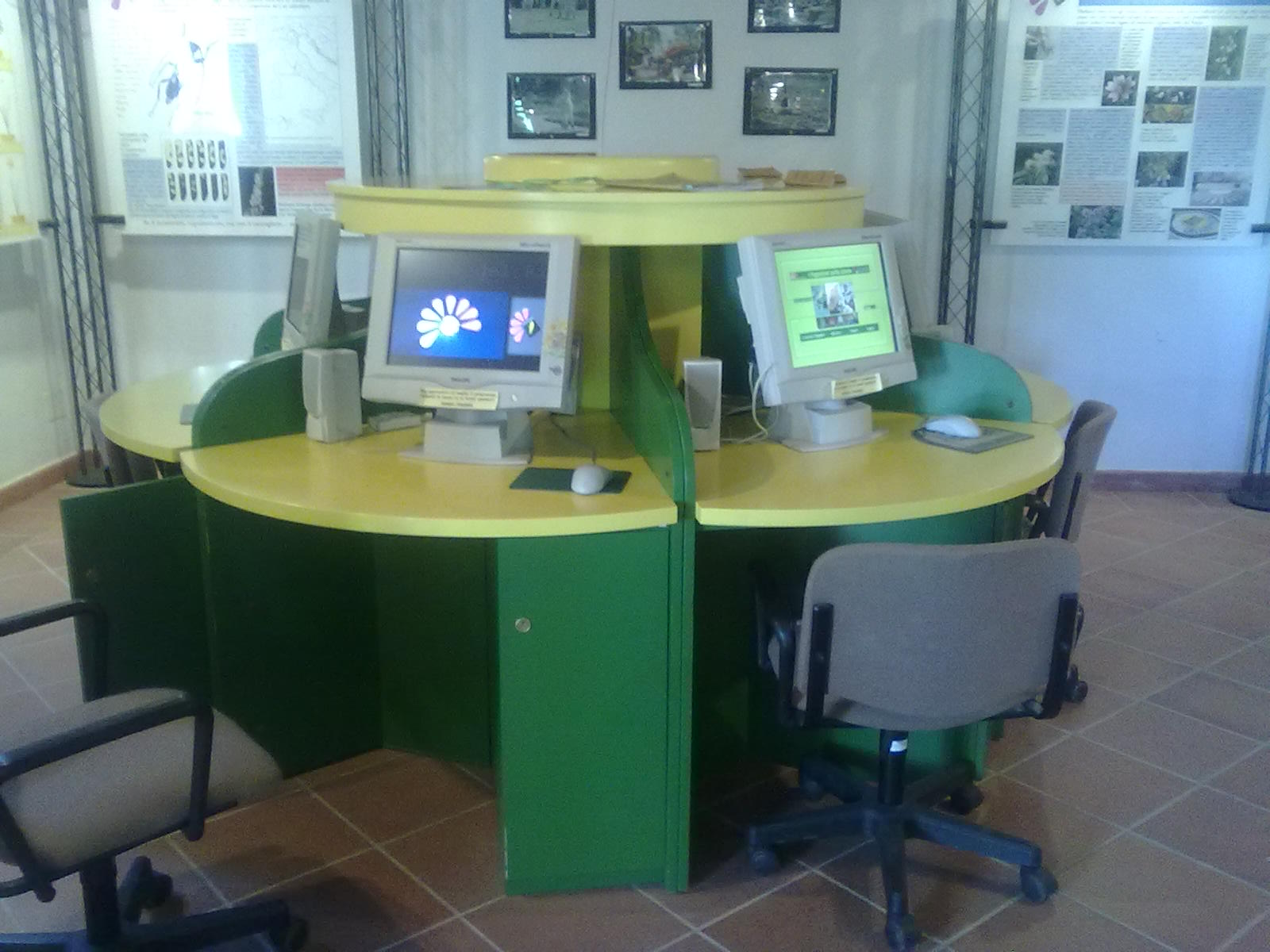
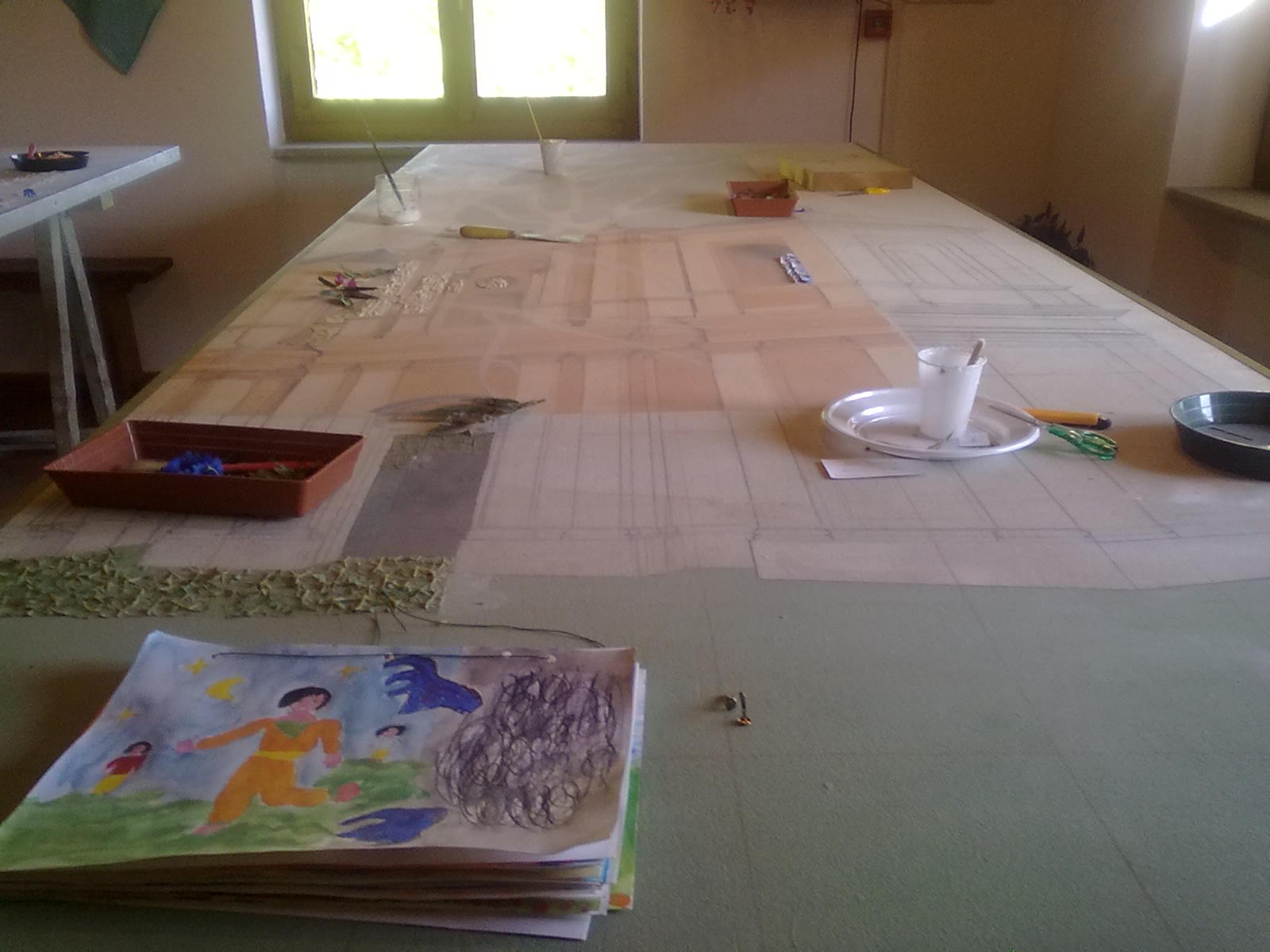
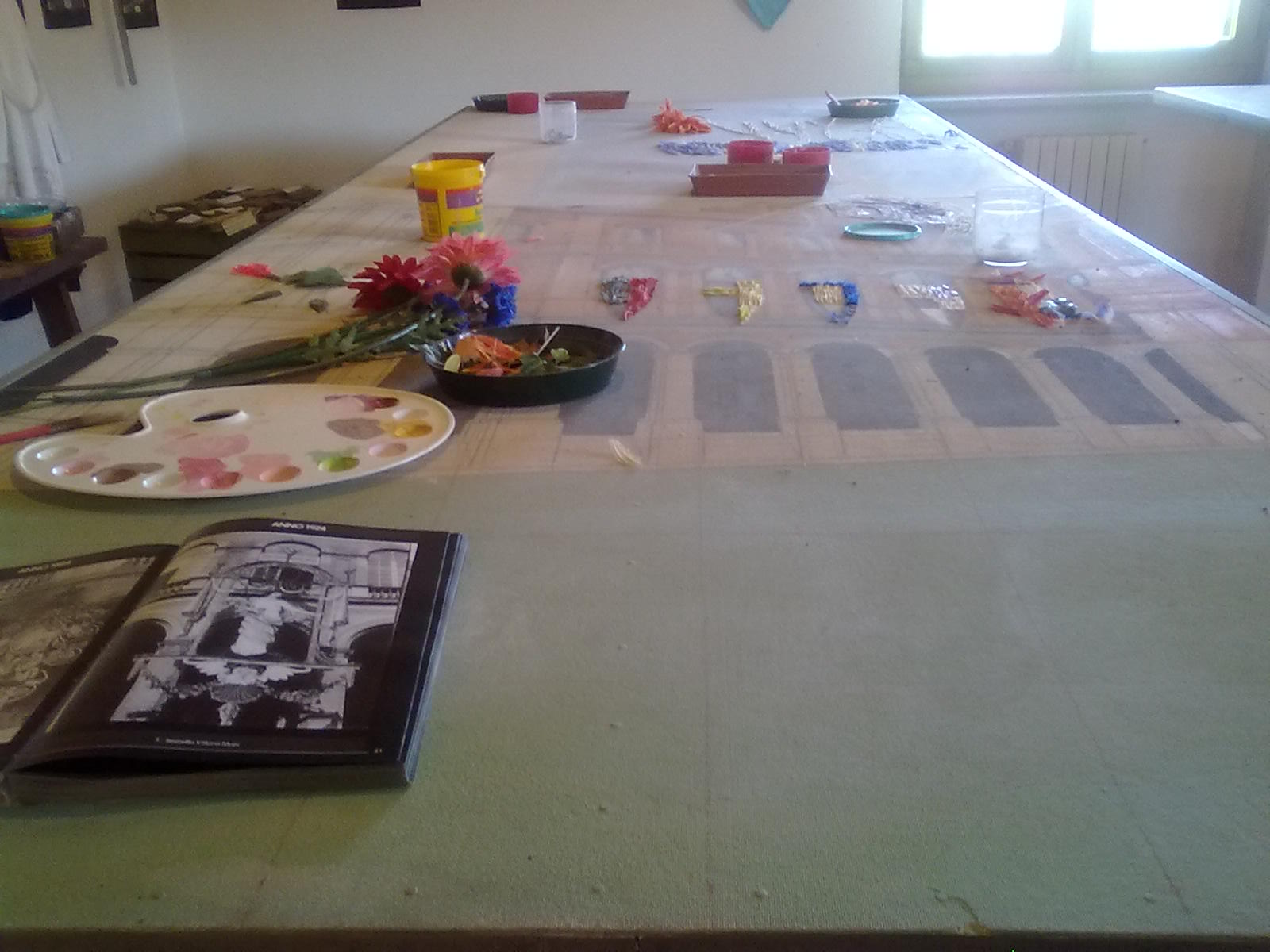
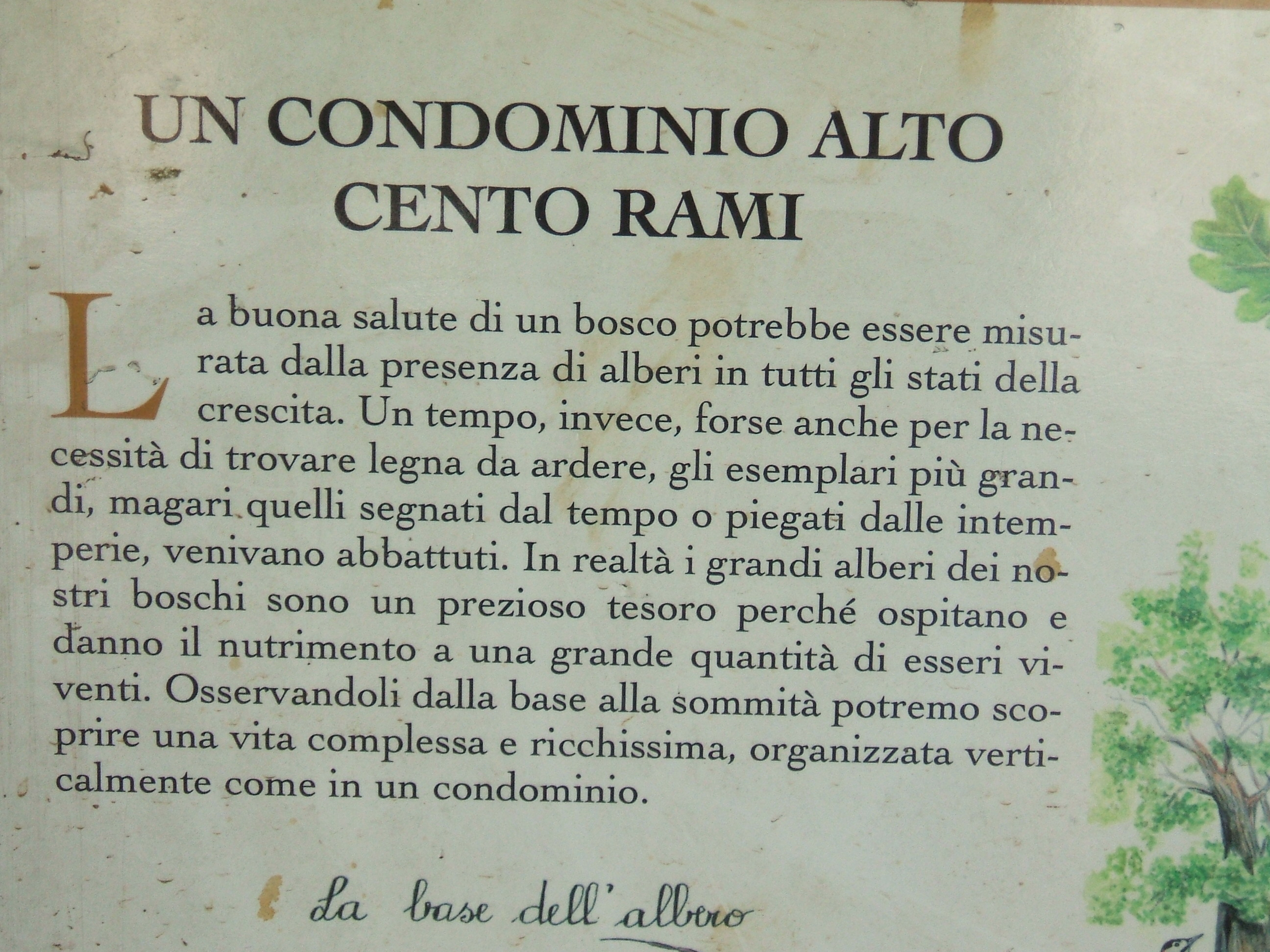
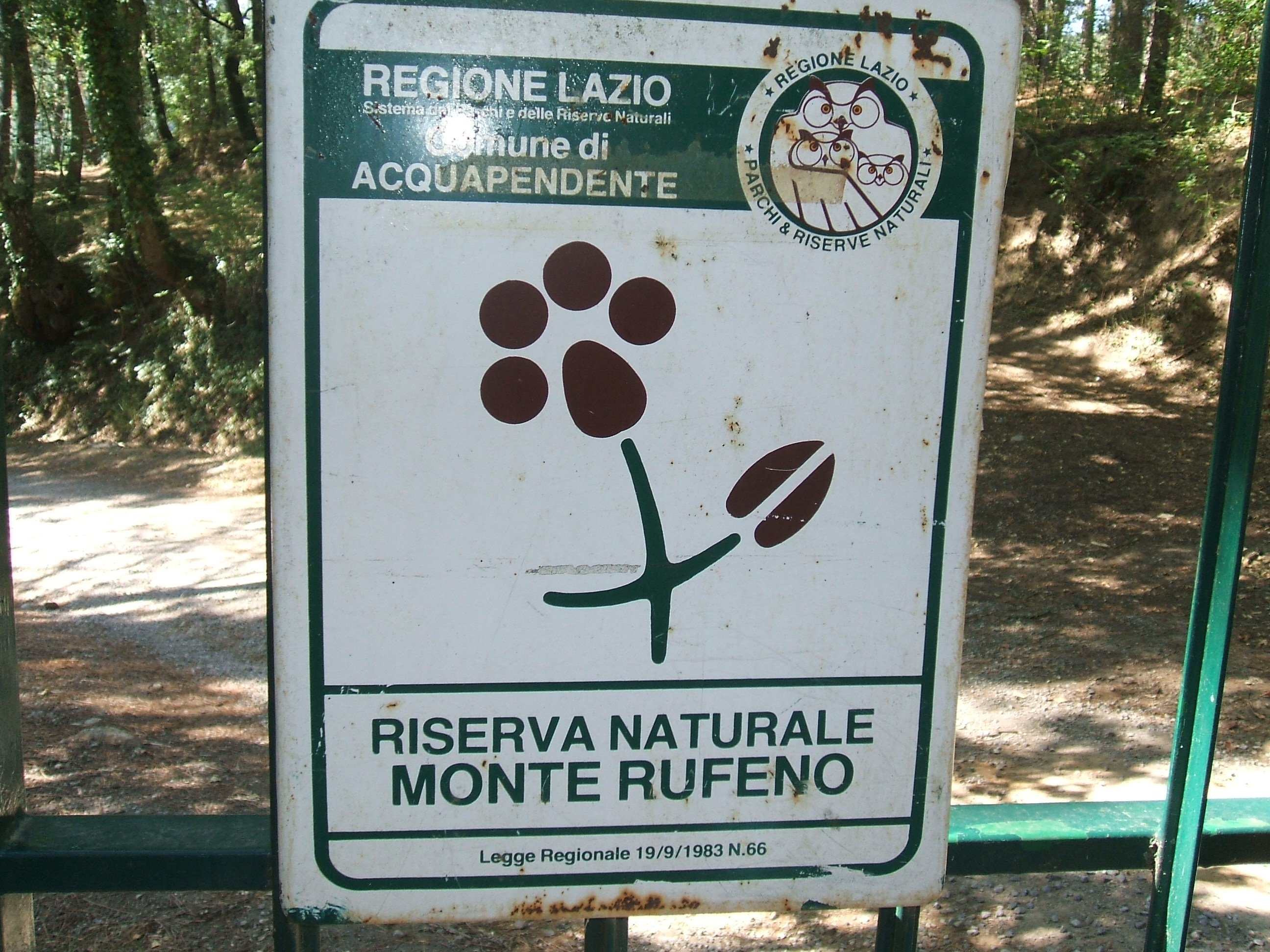
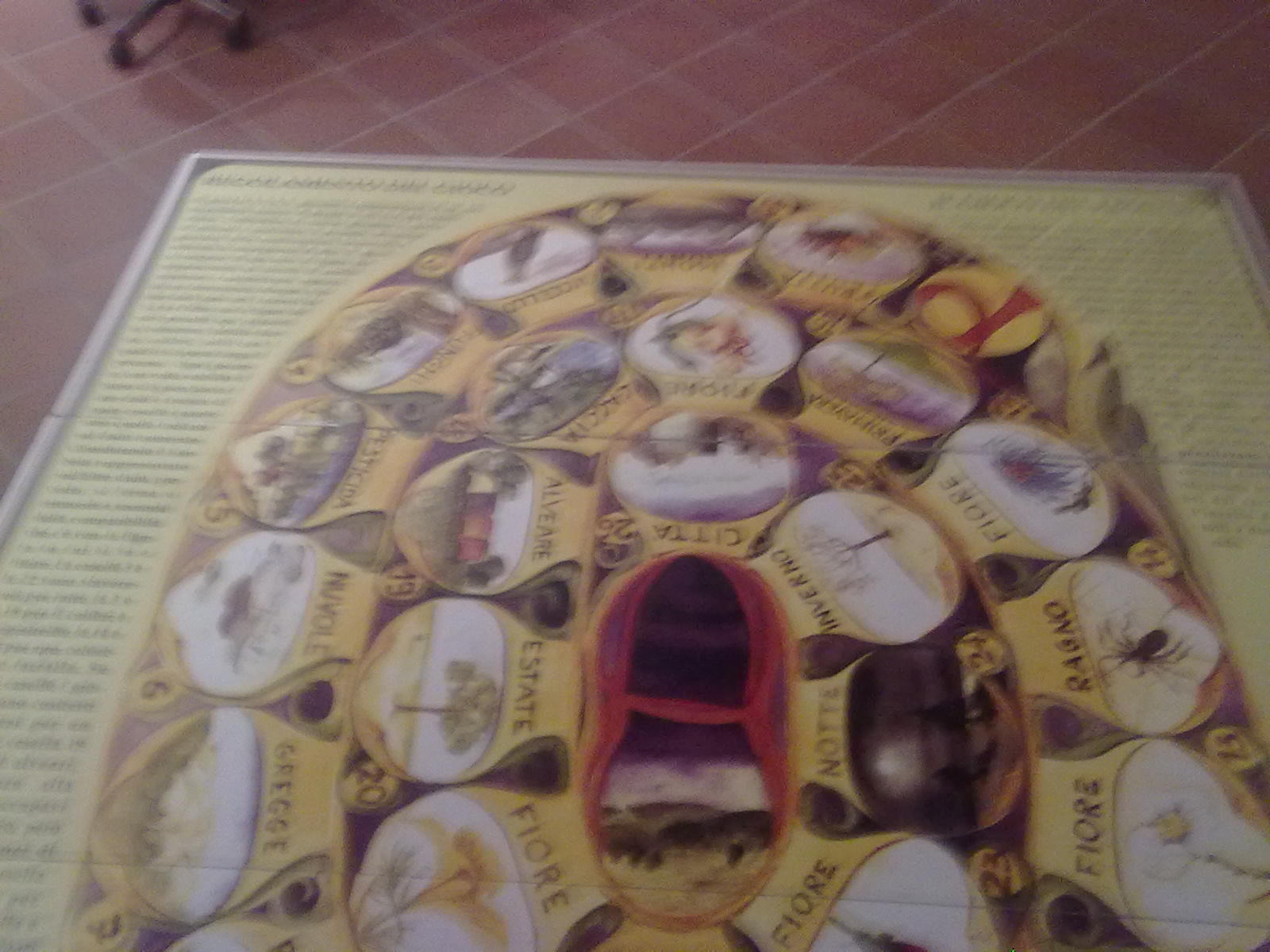
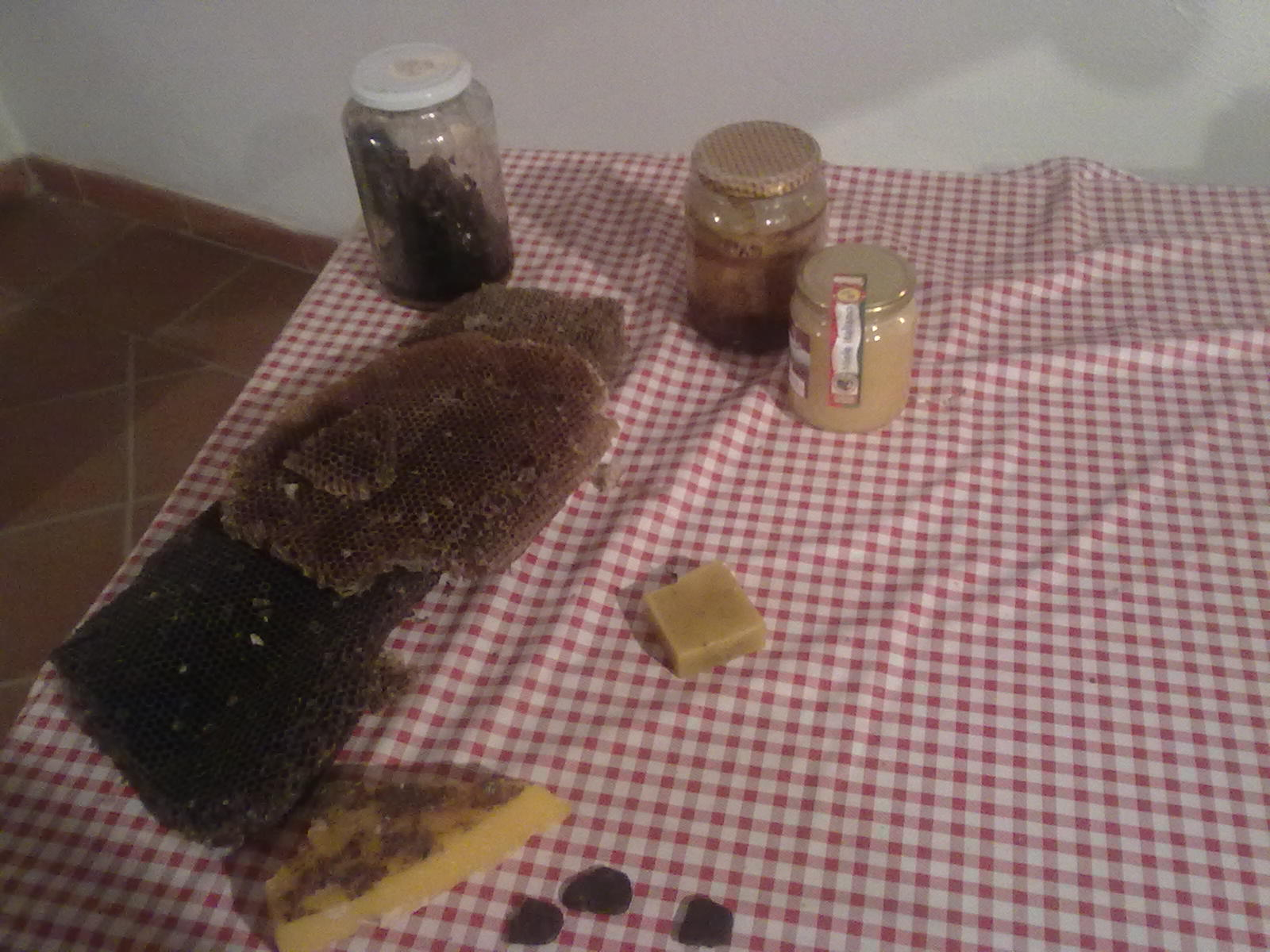
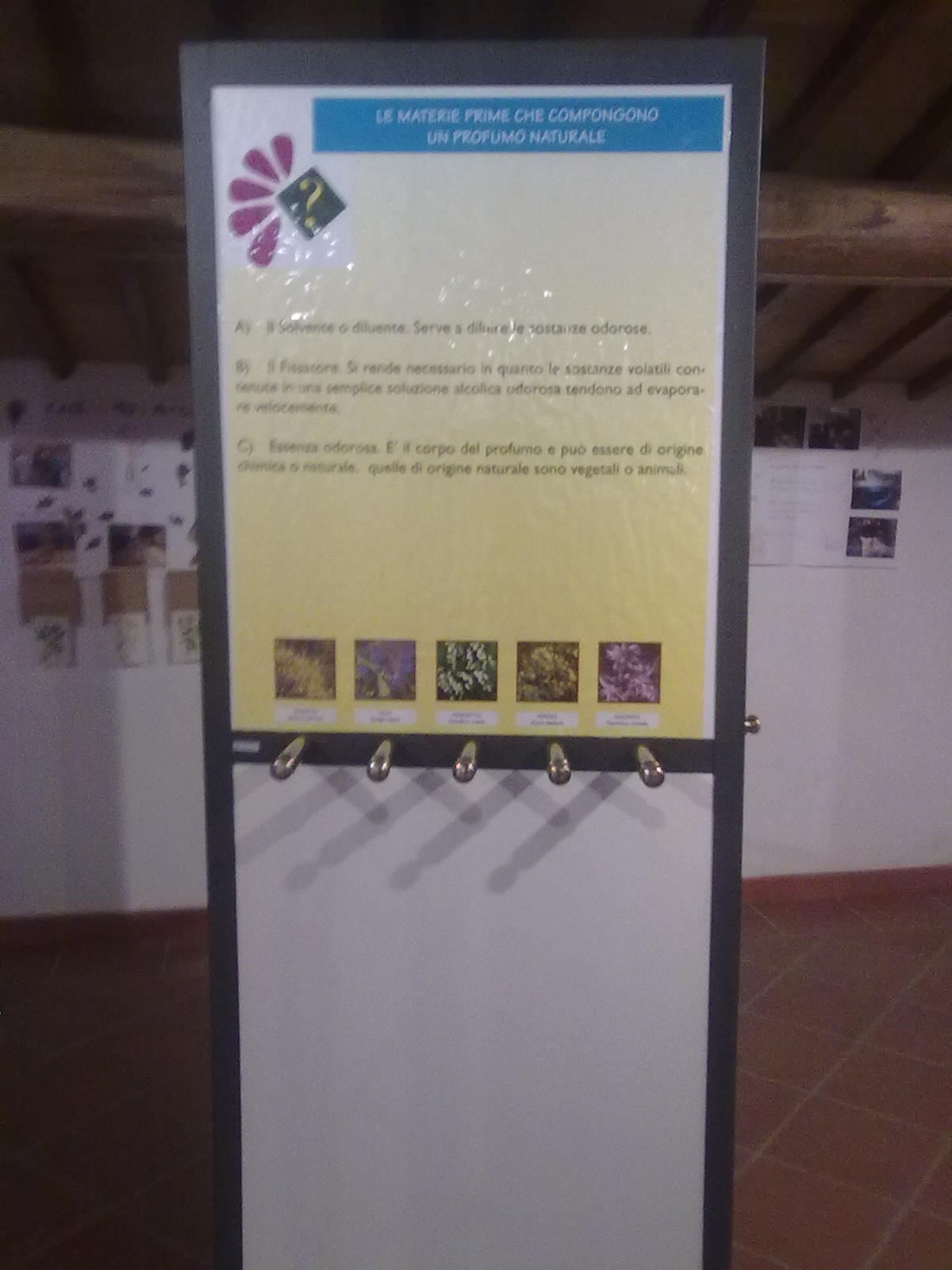
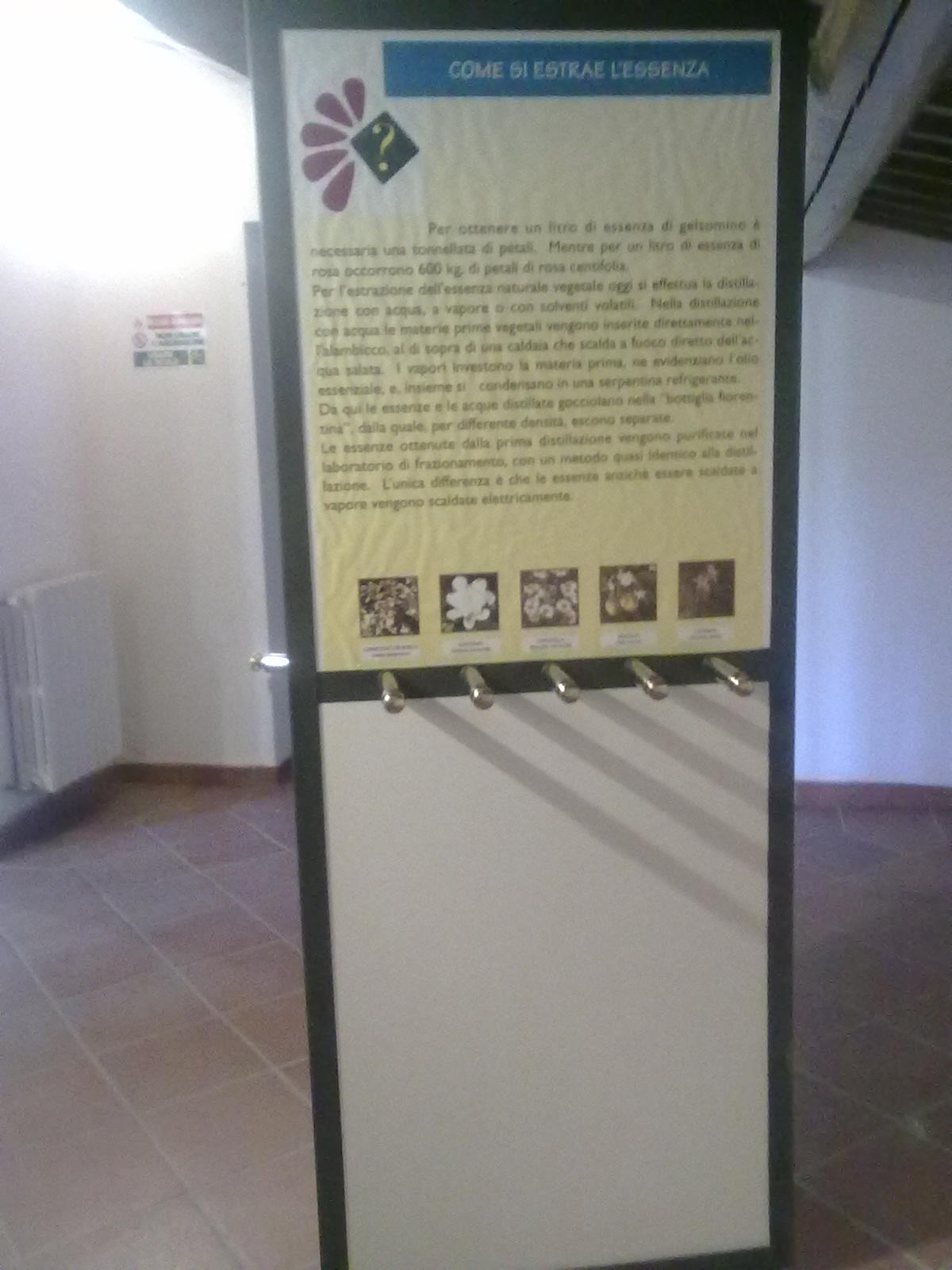